# Molannodes excavatus
Molannodes excavatus is een schietmot uit de familie Molannidae. De soort komt voor in het Oriëntaals gebied.